# Sabra (termine ebraico)
Sabra (in yiddish סאַברע‎?, sabre; in ebraico צַבָּר‎?, tzabàr) è il termine usato per definire, senza distinzione di genere, una persona ebrea nata in Israele. La parola deriva dal vocabolo ebraico tzabar, nome del fico d'India (Opuntia ficus-indica).
Col termine si vuole alludere infatti alla tenacia e alla capacità della pianta di sopravvivere in un difficile ambiente fisico esterno caratterizzato da un'aridità estrema, ma in grado comunque di produrre un frutto che è spinoso esternamente mentre, sotto la scorza, al suo interno contiene una polpa dolce e gradevole.